# 피터 볼드윈

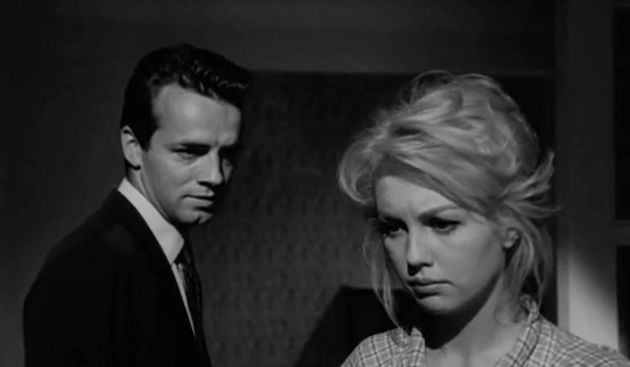

피터 볼드윈(Peter Baldwin, 1931년 1월 11일 ~ 2017년 11월 19일)은 미국의 배우, 영화 감독, 각본가, 텔레비전 배우, 영화배우, 영화 프로듀서이다.
페블비치에서 사망하였다.

## 방송
- 미녀 마법사 사브리나 시즌 1
- 시빌
- 케빈은 열두살
- 덕 패밀리
- 브래디 번치

## 영화
- 브릿지 (2006년)
- 베일리 킵퍼스 P.O.V. (1996년)
- 사브리나 - TV 시리즈 (1996년)
- 시빌 (1995년)
- 머피 브라운 (1988년)
- 케빈은 12살 (1988년)
- 풀 하우스 (1987년)
- 버트램즈 호텔 (1987년)
- 슈퍼소녀 비키 (1985년)
- 굿바이 미스터 칩스 (1984년)
- 덕 패밀리 (1984년)
- 쾌걸 조로 (1983년)
- 사랑의 가족 (1982년)
- 샌포드 앤 선 (1972년)
- 마테이 사건 (1972년) - 맥헤일 역
- 로마 베네 (1971년)
- 개구쟁이 6남매 (1969년)
- 연인들의 장소 (1968년)
- 우먼 타임스 세븐 (1967년)
- 러브 인 로마 (1960년)
- 추격 (1959년)
- 선생님의 애완 동물 (1958년)
- 에이리언 몬스터 (1958년) - 프랭크 스완슨 경관 역
- 가슴에 빛나는 별 (1957년)
- 제17 포로수용소 (1953년)